# 진주 검암리 하윤묘비 및 석인상

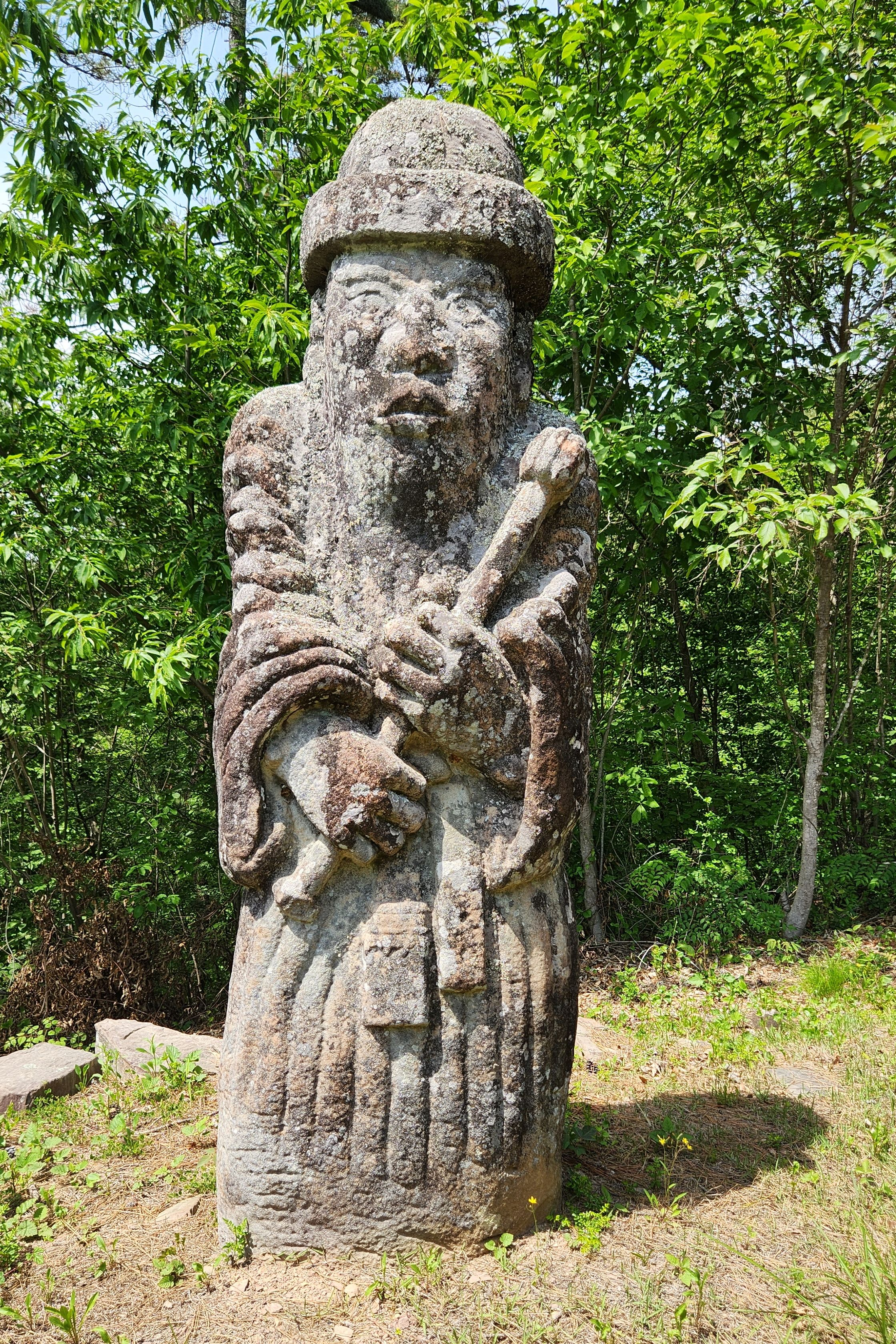
석인상

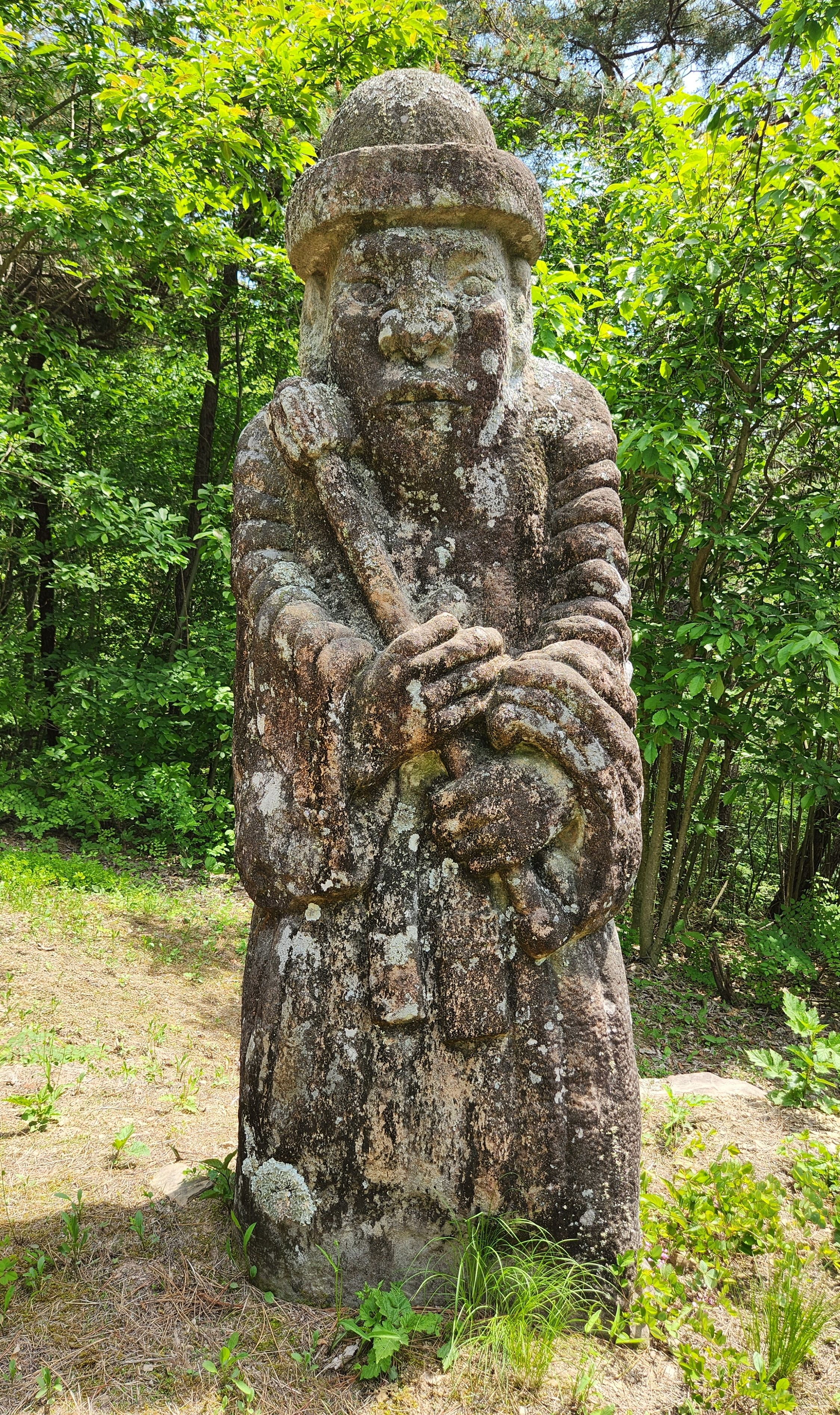
석인상

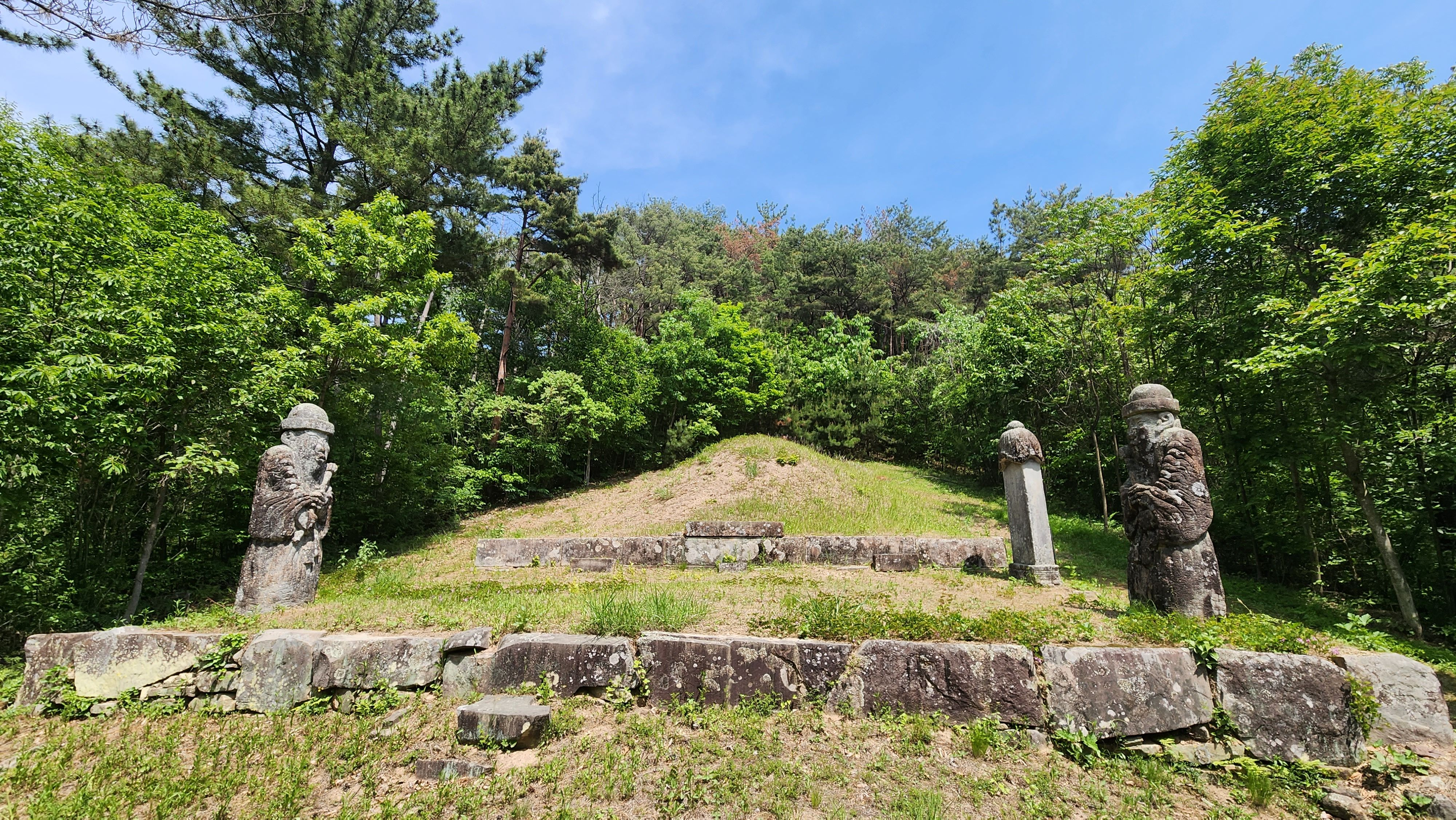
하윤 묘소 전경

진주 검암리 하윤묘비 및 석인상(晉州 儉岩里 河潤墓碑 및 石人像)는 대한민국 경상남도 진주시 금곡면 검암리에 있는 하윤의 묘비 및 석인상이다. 2006년 7월 20일 경상남도의 문화재자료 제404호 진주 검암리 운수당 하윤묘 석상으로 지정되었다가, 2012년 12월 27일 경상남도의 유형문화재 제527호 진주 검암리 하윤묘비 및 석인상으로 변경지정되었다.

## 개요
이 묘는 피장자가 분명하여 그 조성 시기를 정확하게 알 수 있는 조선시대 중기의 분묘이나 분묘 자체는 일반적인 원형의 봉토분이므로 크게 특징적이지 않다. 비의 경우 1502년에 세워졌으며 오랜 풍우로 글씨가 희미해져 약 300년이 지난 1851년에 개립하였으며, 2기의 석인상은 현재의 상태가 비교적 양호할 뿐 아니라 조각 기법이나 형태 등이 특징적이어서 가치를 가지고 있다.
한 때 "개립"이란 글자로 일부 의문이 있었으나, 확인 결과 1502년 비를 세울 때 비문이 그대로, 부사 성여신 선생의 1624년 진양지에 기록된 하윤의 비문이 1851년 개립된 후 글자가 1502년 원본과 현재도 똑같음이 증명되어 의문이 사라졌다.

## 같이 보기
- 하윤

## 참고 자료
- 진주 검암리 하윤묘비 및 석인상 - 국가유산청 국가유산포털